# Las crónicas de Narnia: la travesía del Viajero del Alba
Las crónicas de Narnia: La travesía del viajero del alba  —título original en inglés: The Chronicles of Narnia: The Voyage of the Dawn Treader— es una película de aventuras de alta fantasía de 2010 dirigida por Michael Apted a partir de un guion de Christopher Markus, Stephen McFeely y Michael Petroni, basada en la novela de 1952 The Voyage of the Dawn Treader, la tercera novela publicada y quinta cronológica de la serie de libros para niños The Chronicles. de Narnia por CS Lewis. La secuela de Las Crónicas de Narnia: El Príncipe Caspian (2008), es la tercera y última entrega de la serie de películas Las Crónicas de Narnia. Es la única película de la serie que no será distribuida por Walt Disney Studios Motion Pictures, que fue reemplazada por 20th Century Fox. Sin embargo, Disney se hizo con los derechos de todas las películas de la serie tras la adquisición de 21st Century Fox por parte de Disney en 2019.
Georgie Henley, Skandar Keynes, Ben Barnes, Liam Neeson, Tilda Swinton, William Moseley y Anna Popplewell repiten sus papeles de la segunda película, mientras que el nuevo reparto incluye a Will Poulter y Simon Pegg. La película está ambientada tres años narnianos después de los acontecimientos del Príncipe Caspian . Los dos hermanos Pevensie más pequeños, Edmund y Lucy, son transportados de regreso a Narnia junto con su primo Eustace Scrubb. Se unen al nuevo rey de Narnia, Caspian, en su búsqueda para rescatar a siete señores perdidos y salvar a Narnia de un mal corruptor que reside en una isla oscura. Cada personaje es puesto a prueba en su viaje al hogar de Aslan en el otro extremo del mundo.
El desarrollo de la película comenzó en 2007, mientras el Príncipe Caspian todavía estaba en producción. El rodaje debía tener lugar en Malta, la República Checa e Islandia en 2008, con Michael Apted como nuevo director, y su estreno estaba previsto para 2009. Sin embargo, la producción se detuvo después de una disputa presupuestaria entre Walden Media y Walt Disney Pictures tras la actuación ' Prince Caspian en taquilla, lo que provocó que Disney abandonara la producción y fuera reemplazada por 20th Century Fox bajo su sello Fox 2000 Pictures. Posteriormente, el rodaje se realizó en Australia y Nueva Zelanda en 2009. Es la única película de la serie que se estrena en 3D.
Las Crónicas de Narnia: La Travesía del Viajero del Alba se estrenó el 30 de noviembre de 2010, seleccionada para el Royal Film Performance, antes de su estreno en cines el 9 de diciembre en el Reino Unido y el 10 de diciembre en los Estados Unidos. A pesar de las críticas mixtas, fue un éxito moderado en taquilla, recaudando más de 415,6 millones de dólares en todo el mundo. A pesar de ser inferior a sus predecesoras, fue la película más taquillera de 20th Century Fox en 2010. La canción "There's a Place for Us" de Carrie Underwood fue nominada a Mejor Canción Original en la 68ª edición de los Globos de Oro.
Una adaptación de El sobrino del mago iba a ser la cuarta entrega de la serie cinematográfica, pero en el otoño de 2011, el contrato de Walden Media con el patrimonio de CS Lewis expiró.

## Argumento
Después de haber ayudado al Príncipe Caspian a recuperar su trono y volver a su mundo, el peligro de la Segunda Guerra Mundial y los tiempos difíciles, obligan a los hermanos Pevensie a separarse, pues Peter y Susan se van a Estados Unidos, mientras que Lucy y Edmund son enviados a la casa de sus tíos en Londres, donde viven su travieso primo, Eustace.
Edmund desea enlistarse en el ejército, pero a su edad aún no se lo permiten, mientras que Lucy desea ser una joven bella, al igual que su hermana, Susan, a quien siempre han catalogado de hermosa. Durante una charla, donde ambos añoran sus aventuras en Narnia y mirando un cuadro de un extenso océano y un barco a lo lejos, Eustace los escucha y se burla de ellos, pues él no cree en sus cuentos, lo que da inicio a una discusión entre Edmund y Eustace. En ese momento, el cuadro comienza a moverse y el agua del cuadro se desborda en el cuarto, inundando todo; los tres primos, nadan hacia la superficie y se ven sumergidos en un océano, viendo como la nave de la pintura está acercándose.
Son rescatados por una tripulación, comandada por el rey Caspian, el cual les avisa que han sido transportados nuevamente al mundo de Narnia. En el barco, se reencuentran con su viejo amigo ratón, Reepicheep.
Ya en la nave, Caspian les muestra que aún guarda sus armas, el arco de Susan, la espada de Peter, el tónico sanador y la daga de Lucy, así como también, la linterna de Edmund, la cual olvidó en su visita pasada.
Ya a bordo, el príncipe les explica a los hermanos que navegan hacia las Islas Solitarias, debido a que, cuando su tío tomó su trono, atacó a los Siete Nobles más leales de su padre y que estos huyeron a las islas. Temiendo que les haya pasado algo, se dirigen a ese lugar a investigar.
Ya en las Islas Solitarias, descubren que es un lugar en la pobreza extrema. Más tarde, el grupo es raptado por contrabandistas, que planean subastarlos, Lucy y Eustace son llevados al mercado, mientras que Caspian y Edmund son enviados a un calabozo. 
A la mañana siguiente, ambos hombres se encuentran con un anciano, al que Caspian reconoce como uno de los Nobles, este se sorprende al verlo. Luego, son interrumpidos por un grito, así que miran por una ventana y ven como un grupo de personas son puestas en una embarcación y las lanzan a mar abierto, en ese momento, una espesa bruma emerge del agua y envuelve el bote, desapareciendolo junto con las personas. El viejo les explica que se trata de un sacrificio, pues la Bruma había empezado a atacar a la isla y que si no los vendían a los traficantes eran usados para el sacrificio, les dice también que la Bruma era la causa de la partida de los Nobles, que todos se dirigieron al Este para destruir la bruma, pero ninguno volvió. Unos carceleros llegan y se los llevan al mercado.
En el mercado, se encuentran subastando a Eustace, pero en ese momento, el resto de los hombres de Caspian llegan y comienza una pelea entre los traficantes, a lo que después, el resto del pueblo se les une. En su partida hacia el Este, un hombre se les une para buscar a su esposa, dejando a su hija al cuidado de su tía, mientras que un Noble le entrega su espada a Caspian, diciendo que es un regalo de Aslan, el león, dado para proteger Narnia, Caspian le da la espada a Edmund.
Durante el viaje, descubren que la hija del hombre se metió al barco, por lo que la tripulación la acepta como un miembro más y Lucy se hace cargo de ella.
Llegan a otra isla, donde acampan en la orilla, pero durante la noche, Lucy es raptada por unas criaturas invisibles, quienes le piden que entre a la Mansión del Mago y lea un hechizo en un libro para volverlo todo visible. Ella entra a la mansión.
Los tripulantes descubren que Lucy ha desaparecido y se adentran a la isla para buscarla.
Lucy encuentra el libro; hojeandolo, descubre un hechizo que la puede hacer parecerse a Susan. En un arranque de celos, provocado por la Bruma, arranca la página y, rápidamente, encuentra el hechizo indicado y lo lee, haciendo que el Mago se haga visible junto con las criaturas que la secuestraron, justo cuando estaban atacando a sus amigos.
La Mansión se vuelve visible y el Mago los recibe. Dentro, abre un mapa del océano y les explica que el origen de la Bruma es en la Isla Negra, y que deben romper el embrujo o destruirá la luz de ese mundo. Mira la espada de Edmund y les dice que esas espadas son la clave, pues hay siete espadas que contienen un poder mágico y con los Nobles intentaban cumplir esa misión. Les da indicaciones de seguir a la Estrella Azul a la Isla de Ramandu, también, en la mesa de Aslan, deben colocar las siete espadas para liberar su poder y destruir la Bruma. Pero, les advierte que hasta que la séptima espada esté en la mesa, el mal tendrá ventaja e intentará tentarlos.
Durante el viaje, Lucy lee el hechizo y es llevada nuevamente a su mundo, siendo transformada en Susan y encontrándose en una fiesta con Edmund y Peter, pero descubre que en ese mundo, ella no existe. Aslan la saca del hechizo y le explica que ella decidió no existir y que eso también trajo repercusiones a Narnia, pues sus hermanos jamás hubieran llegado de no ser por ella, pues llegó primero que los demás. Lucy despierta, asustada, y decide quemar el hechizo. 
La embarcación llega  a una isla en busca de provisiones; Lucy, Edmund y Caspian se adentran para investigar, encuentran una cueva con un lago y en el fondo, ven una estatua. Edmund, usando un palo, lo mete en el agua, pero este se transforma en oro, descubren que se trataba de un Noble y encuentran su espada que, junto con la de Edmund, no se convierte en oro debido a su magia. Sin embargo, la Bruma se encuentra en la cueva, lo que provoca una pelea entre Edmund y Caspian, pero Lucy logra tranquilizarlos.
De regreso a la playa, Eustace se ha separado del grupo y llega a un tesoro, ahí encuentra un esqueleto y le quita un brazalete que se pone. El trío regresa a la playa, pero cuando descubren que Eustace no está, Edmund y Caspian lo van a buscar, llegan al tesoro y encuentran parte de la ropa quemada del niño. Al ver el cadáver y un escudo, Caspián se da cuenta de que es otro Noble y encuentran su espada. Sin embargo, un dragón dorado los ataca y secuestra a Edmund, pero este lo lleva hacia un lugar donde se encuentra un mensaje grabado a fuego que el dragón hizo, revelando que el dragón es Eustace, transformado por una maldición en el tesoro.
Durante la noche, sus primos, Caspian y Reepichip se quedan con el dragón. Reepichip y Eustace comienzan a entenderse y hacerse amigos.
A la mañana siguiente, finalmente ven la Estrella Azul, y con ayuda de Eustace, llegan a la Isla de Ramandu. Dentro, encuentran una mesa llena de comida, pero encuentran a tres hombres inmóviles ahí, descubriendo que son otros Nobles, y también el cuchillo de piedra de la Bruja Blanca. Al ver que es la mesa de Aslán, encuentran sus espadas y las ponen en la mesa, pero se dan cuenta de que falta una.
La Estrella Azul baja a la isla y se transforma en una bella mujer que se presenta como la hija de Ramandu. Los invita a comer y les dice que los Nobles se encuentran durmiendo, debido a que llegaron a la isla al borde de la locura, y al querer cometer violentos actos, algo prohibido en la mesa de Aslán, cayeron en un sueño profundo. Más tarde, la chica guía a Caspian y a los dos hermanos a un mirador, donde se ve la Isla Negra. Ella les dice que la última espada está en la Isla Negra y que tengan cuidado, pues la Bruma se transformará en sus peores temores.
El barco entero, navega hasta la Isla Negra. Caspian le entrega la espada de Peter a Edmund (pues tuvo que dejar la suya en la mesa de Aslan). Ya dentro de la isla, Edmund ve una imagen de Jadis, la Bruja Blanca, prometiendo que lo volverá rey. 
A lo lejos, divisan a un hombre, el Noble faltante, lo suben a la nave, pero, en ese momento, toda la Bruma se une, formando a una gigantesca Serpiente Marina, la cual empieza a atacar el barco. Eustace intenta defenderlos, arrojando fuego, pero el Noble, completamente loco, lanza la espada, hiriendo al dragón, que vuela de regreso a la Isla de Ramandu.
Ahí, Eustace se encuentra con Aslan, quien lo cura y lo vuelve a transformar en humano. Cuando despierta, toma la séptima y última espada y corre a la mesa para ponerla.
En la Isla Negra, la tripulación lucha contra la serpiente. Caspian y Edmund deciden mantenerla en la proa para aplastarla contra unas rocas. Lo logran, pero ésta revela que no pueden hacerle daño, ya que está hecha de la Bruma. Sin embargo, aún sin rendirse, la tripulación la ata y Edmund sube por la vela para intentar acabarla.
Eustace llega a la mesa, pero la Bruma le impide poner la espada. Mientras tanto, Edmund es tentado por la imagen de Jadis a rendirse. El niño logra colocar la espada en la mesa, provocando que la magia de estas, sea liberada y entre a la espada de Peter que está en posesión de Edmund, quien al ver el brillo, atrae a la serpiente y la apuñala; provocando que la imagen de Jadis desaparezca, mientras que la serpiente se hunde, empezando a deshacerse junto con la Isla Negra. La gente que desapareció con la Bruma, reaparece y el hombre que se unió al barco junto con su hija, se despiden de los tripulantes y se lanzan al agua para reunirse con su esposa y madre. Eustace llega nadando y sorprende a todos al ya no ser un dragón y su cambio de actitud.
Caspian, Lucy, Edmund, Eustace y Reepichip, navegan hasta una playa donde hay una enorme ola de mar que nunca cae, creyendo que es el Fin del Mundo. Más tarde, Aslan aparece y les explica que esa es la orilla de su mundo, pues más allá se encuentra su Nación. Reepichip pide entrar a la Nación del León y este lo deja pasar, el ratón se despide y se va en un pequeño bote.
Edmund decide que es hora de volver a su mundo. Mientras, Lucy, triste, pregunta si es su última visita, a lo que el león asiente, diciendo que es hora de que vivan en su mundo y aprendan a llamarlo como es conocido en ese lugar. Las barreras de agua se abren, y Edmund y Lucy entran. Sin embargo, Eustace pregunta si él volverá, a lo que Aslán dice que Narnia lo podría necesitar, dicho esto, el niño asiente y se une a sus primos; el león ruge y el agua cae sobre ellos.
Finalmente, regresan al cuarto de la casa de Eustace, que es llamado por su madre, quien le anuncia que su amiga Jill Pole lo estaba buscando. El niño cuelga el cuadro y narra que, después de ese día, hablaron mucho de Narnia y que, cuando sus primos se fueron, al finalizar la guerra, los extrañó, pero que los narnianos los extrañarán hasta el fin de los tiempos. Lucy mira la pintura y ve cómo el barco desaparece de vista, mientras cierra la puerta de la habitación.

## Elenco

### Pevensies y Scrubbs
- Georgie Henley como Lucy Pevensie: Lucy es la menor de los hermanos Pevensie. Una reina de Narnia, que descubrió el mundo de Narnia durante los acontecimientos de The Lion, the Witch and the Wardrobe, ella regresa a Narnia para salvarla de un mal amenazante, mientras que su fe está siendo probada en el camino por la bruma verde, quien la hace decir un hechizo de belleza para convertirse en su hermana mayor, Susan, a quien considera más bella que ella misma. Henley siente que el deseo de Lucy, de querer ser más bella que su hermana Susan, es una representación del dilema de la moderna adolescente sobre la belleza y la imagen.[3]
- Skandar Keynes como Edmund Pevensie: Edmund es el segundo más joven de los hermanos Pevensie y Rey de Narnia. Él es más maduro después de los sucesos de El Príncipe Caspian, y toma el buen cuidado de su hermana menor y su primo, mientras se embarcan en un viaje para derrotar al enemigo. En su último viaje, su hambre de tener más poder que Caspian está siendo probado por la Bruja Blanca.[3]
- Will Poulter como Eustace Scrubb: Eustace es el primo molesto de los hermanos Pevensie que se transportan a Narnia por primera vez. En primer lugar, que irrita a todos con su mala actitud, pero cambia radicalmente después de que él es maldecido y se convierte en un dragón. Con el apoyo de sus primos y el ratón guerrero, Reepicheep, Eustace se convierte en un alma más generosa y de cooperación. Él utiliza su forma de dragón a la buena ventaja cuando el Viajero del Alba es atacado, y se gana el respeto de la tripulación.[3]
- Anna Popplewell como Susan Pevensie: La mayor de los hermanos Pevensie, hace dos pequeñas apariciones durante la película. La primera, cuando Lucy ve el "Libro de Hechizos" y se ve como Susan en el libro, y la segunda, es luego de que Lucy dice el "Hechizo de Belleza" y en la ilusión se transforma en Susan, dándose cuenta de que ella como "Lucy" ya no existe y sus hermanos no conocen Narnia y tampoco a ella.
- William Moseley como Peter Pevensie: El mayor de los cuatro hermanos Pevensie hace una pequeña aparición en la ilusión de Lucy, luego de que esta hiciera un hechizo de belleza para parecerse a su hermana mayor y dejando de existir. Lucy luego se arrepiente cuando Aslan habla con ella a través de un espejo, diciéndole que sus hermanos y hermana no conocerían Narnia si no fuera por ella, ya que ella fue quien entró primero.

### Tripulación delViajero del Alba
- Ben Barnes como Rey Caspian: Caspian se planteó como un príncipe telmarino y fue ayudado por los hermanos Pevensie a ascender al trono como el nuevo rey de Narnia durante los sucesos de El Príncipe Caspian. Como el Rey de Narnia, que se ha convertido en un hombre sabio de jóvenes, se embarca en un viaje para buscar a los siete señores perdidos de Narnia y para derrotar a un enemigo que amenaza con corromperlos. En el camino, su fe es puesta a prueba cuando es tentado por la niebla verde de la Isla Oscura, que se le aparece como su temor más grande: que su padre este decepcionado de él. También en el viaje, Caspian encuentra un nuevo amor cuando conoce a Lilliandil en la Isla de Ramandu y es instantáneamente flechado de ella. El acento español que Barnes utiliza en la película El Príncipe Caspian fue cambiado a su propio acento Inglés para esta película.[3]
- Simon Pegg como la voz de Reepicheep: Reepicheep es el ratón de capa y espada valiente que ayudó a Caspian y los hermanos Pevensie durante los sucesos de El Príncipe Caspian. Se une al mar con Caspian en la travesía del Viajero del Alba, porque es consciente de que su tiempo ha terminado, y que debe buscar la nación de Aslan como su último viaje. Pegg sustituirá a Eddie Izzard, porque el director Michael Apted pensó que su voz es más madura y seria en comparación con la de Izzard.[3][4]
- Gary Sweet como Lord Drinian: Drinian es el capitán del Viajero del Alba y el mejor amigo de Caspian. Él es un capitán muy prudente y de protección.[3]
- Shane Rangi como Tavros, el Minotauro: Rangi también interpretó a Asterio el Minotauro en El Príncipe Caspian, y al General Otmin en The Lion, the Witch and the Wardrobe.[3]
- Morgan Evans como Randy, la Fauna.[3]
- Steven Rooke como Nausus, el Fauno.[3]
- Tamati como Jemain, el Minotauro.[3]
- Ryan Ettridge como Caprius, el Sátiro.[3]
- Mirko Grillini como El telmarino beligerantes.
- Tony Nixon como Rynelf.
- Arthur Angel como Rhince.

### Narnianos
- Liam Neeson como la voz de Aslan: Aslan es un león grande y el más alto de todos los reyes de Narnia. Pone a prueba la fe de todos mientras se embarcan en un viaje para derrotar el mal de la Bruja Blanca y en busca de su país en los extremos del mundo. Por último, él le revela a Lucy y a Edmund que ya no podrían visitar Narnia y deben conocerlo como otra persona en su propio mundo.[3]
- Tilda Swinton como Jadis, la Bruja Blanca: La Bruja Blanca es la exreina de Charn y una bruja que gobernó Narnia después de los sucesos de El sobrino del mago y durante los acontecimientos de The Lion, the Witch and the Wardrobe. Su espíritu es reavivado por la niebla para atormentar a Edmund y a la tripulación del Viajero del Alba, en su prueba para derrotar la tentación.[5]
- Bille Brown como Coriakin: Coriakin es un mago y una estrella que guía a los jubilados Dufflepuds a la sabiduría. Él revela a la tripulación del mal que amenaza con corromper Narnia y les advierte que cada uno de ellos se pondrá a prueba en su fe por Aslan.
- Bruce Spence como Lord Bern: Bern es uno de los Señores Perdidos de Narnia que se asentaron en las Islas Solitarias. Más tarde tiene éxito como nuevo gobernador.[3]
- Laura Brent como Liliandil: Liliandil es la hija de la estrella retirada, Ramandu, y la estrella azul que brilla sobre la isla de Ramandu. La tripulación del Viajero del Alba sigue su posición en el cielo para llegar a la isla. Ella ayuda a la tripulación a destruir el mal de la Isla Oscura, y también es el interés amoroso de Caspian.

## Producción

### Desarrollo
Michael Apted reemplazó a Andrew Adamson como director de la película, quien optó por producir, con Mark Johnson, Perry Moore y Douglas Gresham. Steven Knight escribió el guion siguiendo un borrador de Christopher Markus y Stephen McFeely. Richard Taylor, Isis Mussenden y Howard Berger continuaron sus roles trabajando en el diseño de producción y los efectos prácticos, mientras que el supervisor de efectos visuales Jim Rygiel, el compositor David Arnold y el director de fotografía Dante Spinotti son recién llegados a la serie. La película tuvo un presupuesto oficial de 140 millones de dólares,  aunque algunas estimaciones sitúan el coste en 155 millones de dólares.
Cuando Apted firmó para dirigir La Travesía del Viajero del Alba en junio de 2007, el rodaje estaba previsto que comenzara en enero de 2008 para un mes de mayo. 1 de enero de 2009 fecha de lanzamiento. El rodaje habría comenzado en Malta, para luego trasladarse a Praga e Islandia. Unos meses más tarde, Disney anunció que "en consideración de los calendarios desafiantes para [sus] actores jóvenes", retrasarían la fecha de estreno hasta mayo. El 7 de septiembre de 2010, y el rodaje se trasladó a octubre de 2008. Johnson reprogramó el rodaje a Playas de Rosarito, Baja California (México), donde dos tercios de la película se rodarían en el tanque de agua que se utilizó para Titanic y Master and Commander: The Far Side of the World.  El rodaje también estaba previsto en Australia. Disney y Walden finalmente se preocuparon por la seguridad en México, y los funcionarios australianos de Warner Roadshow Studios en Queensland se ofrecieron a convertirse en la base del proyecto durante todo el rodaje.
Disney anunció el 24 de diciembre de 2008 que ya no coproduciría la película. Disney y Walden discutieron sobre el presupuesto después de que la actuación de taquilla del Príncipe Caspian recaudara mucho menos que El león, la bruja y el armario ; Disney quería limitarlo a 100 millones de dólares, mientras que Walden quería un presupuesto de 140 millones de dólares, de los cuales Disney sólo tendría que proporcionar la mitad.  Otra razón por la que Disney optó por no producir la película fue que temían que el presupuesto sólo creciera durante el rodaje y la postproducción. Los Angeles Times también informó que "diferencias creativas" llevaron a la separación. La columnista del Times, Mary McNamara, señaló que dejar la serie por parte de Disney podría ser un error, porque Voyage es el libro de Narnia más popular, mientras que Caspian fue el menos popular de la serie y no creó la expectación que rodeó la primera película. Walden empezó a buscar un nuevo distribuidor para la película. Varios otros estudios, incluidos Columbia Pictures de Sony, Universal Pictures, Paramount Pictures, Warner Bros. y 20th Century Fox estaban en negociaciones para distribuir la película, aunque varios mercados ya predijeron que Fox se haría cargo.
En enero de 2009 se anunció que 20th Century Fox reemplazaría a Walt Disney Pictures como distribuidor, mientras que Disney aún conservaría los derechos de los dos primeros. Fox había adquirido los derechos cinematográficos de Narnia en 2001 y había distribuido varios otros proyectos de Walden. El productor Mark Johnson admitió que "cometimos algunos errores con el Príncipe Caspian y no quiero volver a cometerlos". Dijo que era "muy importante" que los realizadores recuperaran la magia de Dawn Treader.

### Guion
Michael Petroni fue contratado para reescribir el guion con Christopher Markus y Stephen McFeely, siguiendo un borrador escrito por Richard LaGravenese y Steven Knight. Se ha descrito que las dos películas anteriores son más fieles a las historias originales que la tercera entrega.  Apted señaló que sería necesario revisar la naturaleza episódica y desconectada de la historia para una versión cinematográfica, como el material que involucra a la Isla Oscura, la Serpiente Marina y Eustace. Incluso discutieron sobre combinar La travesía del Viajero del Alba con La silla de plata, de la misma manera que la BBC combinó El Viajero del Alba y el Príncipe Caspian en su serie de televisión. Como resultado, se tomaron prestados algunos elementos de La silla de plata, donde los narnianos son rehenes y rescatados. Inicialmente, el patrimonio del autor no recibió bien el cambio, pero ganó aceptación después de la revisión.
Eustace tiene un papel más importante como dragón en la película: avanza como dragón con el barco hacia las islas siguientes y demuestra ser un activo valioso para la tripulación durante el resto del viaje. Esto permite que el personaje tenga un papel importante en la acción, más allá del simple trabajo en el barco como en el libro. Los realizadores sintieron que la descripción que hace el libro del flujo de conciencia de Eustace cuando se da cuenta de que se había convertido en un dragón mientras dormía era efectiva como texto, pero que no podía traducirse fácilmente a una película (aunque la versión de la BBC de 1989 hizo exactamente eso). Además, la película omite un pasaje destacado del libro, donde Aslan le quita la piel del dragón a Eustace en capas. El presidente de Walden, Micheal Flaherty, comentó que "las personas no ganan la gracia; la reciben una vez que son humildes y conscientes de su necesidad". La película también omite el pasaje que describe a Eustace descubriendo al viejo dragón que muere junto a su tesoro en el valle.

### Rodaje
Ernie Malik, publicista de la unidad de la película, confirmó que el rodaje comenzó el 27 de julio de 2009 en Queensland, Australia. El rodaje tuvo lugar en Village Roadshow Studios en agosto y septiembre de 2009, y se filmaron tomas exteriores a bordo del barco en Cleveland Point y Gold Coast Seaway en septiembre de 2009. Apted declaró que sus colegas directores Gore Verbinski y Peter Weir le recomendaron no filmar en el agua, por lo que construyeron un Dawn Treader gigante sobre un cardán, lo que le permitía balancearse y moverse como si estuviera en alta mar. Al final de la península de la ciudad, que se adentra en la bahía de Moreton, el barco podía girar 360 grados para mantener constantes los ángulos del sol. Se tomaron fotografías adicionales en la escuela Southport, también ubicada en Gold Coast. También se filmó en la Isla Blanca frente a la costa de Tauranga, Nueva Zelanda.

### Efectos
Se realizaron 1.400 tomas de efectos especiales para La travesía del viajero del alba,  más que las 800 ' El león, la bruja y el armario y menos que las 1.500 tomas ' príncipe Caspian . Angus Bickerton se desempeñó como supervisor principal de efectos visuales de la película, mientras que Jim Rygiel, quien supervisó los efectos en la trilogía cinematográfica El Señor de los Anillos, trabajó como supervisor sénior de efectos visuales.  Las empresas británicas de efectos visuales Moving Picture Company, Framestore CFC y The Senator VFX fueron contratadas para crear los efectos visuales junto con Cinesite y The Mill .  Moving Picture trabajó en el dragón Eustace y el Viajero del Alba . Dicen que el dragón está "entre los personajes más heroicos jamás creados y está previsto que aparezca en unas 200 tomas de la película". También revisaron a Reepicheep de la película anterior saturando su color, dándole cejas y orejas más pobladas, y haciendo sus bigotes un poco más nervudos solo para darle una sensación de edad. Framestore también revisó a Aslan, cambiando su paleta de colores para que fuera un león más realista que un león dorado y agregando una melena más oscura; también crearon 16 dufflepuds diferentes para reemplazar a Jonathan Fawkner y Angus Bickerton corriendo primero como dufflepuds en el set; El Senado trabajó en la toma inicial del King's College, Cambridge, así como en el efecto estrella de Liliandil en la isla de Ramandu; Cinesite trabajó en Dark Island y Fugitive Studios hizo los títulos y créditos finales, que presentaban dibujos originales creados por Pauline Baynes para los libros de Narnia. Estas ilustraciones se incluyeron porque los creadores de la película querían que los créditos tuvieran interés visual y también porque deseaban incluir un reconocimiento a Pauline Baynes, quien murió en agosto de 2008.

### Conversión a 3D
Después del éxito del lanzamiento en 3D de Avatar, 20th Century Fox anunció en febrero de 2010 que La Travesía del Viajero del Alba se lanzaría en formatos Digital 3D y RealD 3D ; Es la primera película de Narnia que se estrena en 3D. Walden tenía experiencia previa en la creación de películas en 3D, habiendo estrenado los documentales de James Cameron Ghosts of the Abyss y Aliens of the Deep, así como Journey to the Center of the Earth con New Line Cinema. Los realizadores inicialmente consideraron filmar la película en 3D durante la fotografía principal, pero luego decidieron filmar con cámaras bidimensionales para ahorrar costos. Prime Focus Group fue contratado en junio de 2010 para convertir la película a 3D durante la postproducción. El director de cine Joe Dante comentó que Apted al principio se mostró escéptico acerca de la conversión y afirmó: "Si fuera a hacer una película en 3D, la habría hecho de manera diferente". Posteriormente, comentó que estaba emocionado al ver avances durante la conversión. Dawn Treader fue su primera película en 3D. Johnson dijo más tarde que el motivo del estreno de la película en 3D era ayudar a Dawn Treader en la taquilla, donde competiría con películas como Tangled, Tron: Legacy y Yogi Bear, que se estrenaron en 3D.

### Música
El compositor David Arnold musicalizó la película, con temas compuestos por Harry Gregson-Williams (quien musicalizó las dos primeras películas). Fue la cuarta colaboración de Arnold con Apted, después de The World Is Not Enough, Enough y Amazing Grace. Arnold trabajó con Paul Apted en la edición de la partitura. Las sesiones de puntuación se llevaron a cabo durante septiembre y el trabajo se completó el 8 de octubre de 2010. Una canción original, "There's a Place for Us", escrita por Carrie Underwood, David Hodges y Hillary Lindsey, y grabada por Underwood, fue lanzada el 16 de noviembre de 2010, exclusivamente en iTunes. Fue lanzado el 7 de diciembre de 2010 por Sony Masterworks. Varios cantantes de todo el mundo han grabado versiones de la canción.

## Estreno
La travesía del viajero del Alba celebró su estreno mundial el 30 de noviembre de 2010 en Londres en el Royal Film Performance de Leicester Square . Fue la primera vez que se proyectó Royal Film Performance en Digital 3D y la segunda vez que se estrenó una película de Narnia en el evento, la primera fue El león, la bruja y el armario en 2005. Al estreno asistieron diversas personalidades, entre ellas la reina Isabel II y el príncipe Felipe. Tuvo una gala previa al lanzamiento el 8 de diciembre en Knoxville, Tennessee, seguida de un estreno norteamericano en Louisville, Kentucky, el 9 de diciembre de 2010. Originalmente, la película tenía una fecha de estreno prevista para mayo de 2009, cuando Disney todavía la estaba produciendo.  Pero luego se retrasó cuando Disney se retiró y Fox dirigió la producción. Más tarde, Fox anunció una fecha de lanzamiento para diciembre de 2010 porque consideró que a Narnia le iría mejor durante las vacaciones. Tuvo su lanzamiento principal en Asia y Australia el 2 de diciembre de 2010, y en América del Norte y Europa el 10 de diciembre de 2010.

## Recepción
La película, a diferencia de las anteriores, ha recibido reseñas mixtas de parte de la crítica y de la audiencia. En el portal de internet Rotten Tomatoes, la película posee una aprobación de 49%, basada en 159 reseñas y con una calificación de 5.7, de parte de la crítica, mientras que de parte de la audiencia tiene una aprobación de 58%.
La página web Metacritic le ha dado a la película una puntuación de 53 de 100, basada en 33 reseñas, indicando "reseñas mixtas". Las audiencias de CinemaScore le han dado una calificación de "A-" en una escala de A+ a F, mientras que en el sitio web IMDb los usuarios le han dado una puntuación de 6.3/10, sobre la base de más de 113 000 votos.

## Doblaje
| Personaje               | Actor original   | Actor de doblaje (Hispanoamérica)       | Actor de doblaje (España) |
| ----------------------- | ---------------- | --------------------------------------- | ------------------------- |
| Edmund Pevensie         | Skandar Keynes   | Memo Aponte Jr.                         | Adolfo Moreno             |
| Lucy Pevensie           | Georgie Henley   | Melissa "Meli G" Gedeón                 | Blanca (Neri) Hualde      |
| Rey Caspian             | Ben Barnes       | Edson Matus                             | Fernando Cabrera          |
| Jadis la Bruja Blanca   | Tilda Swinton    | Patricia Palestino                      | Conchi López              |
| Eustace Clarence Scrubb | Will Poulter     | José Antonio Toledano                   | Carlos Bautista           |
| Aslan                   | Liam Neeson      | José Lavat                              | Luis Porcar               |
| Reepicheep              | Simon Pegg       | Yamil Atala/Arturo Valdemar (canciones) | Abraham Aguilar           |
| Drinian                 | Gary Sweet       | Gabriel Pingarrón                       | Juan Perucho              |
| El Opresor (Coriakin)   | Billy Brown      | Paco Mauri                              | Luis Masferrer Vila       |
| Jefe Dufflepud          | Roy Billing      | Jaime Vega                              | ¿?                        |
| Rhince                  | Arthur Angel     | Arturo Mercado Jr.                      | Alejandro (Peyo) García   |
| Gael                    | Arabella Morton  | Itzel Mendoza                           | Ángela Arellano           |
| Lord Bern               | Terry Norris     | Humberto Vélez                          | Fernando Hernández        |
| Lord Rhoop              | Bruce Spence     | Miguel Ángel Sanromán                   | Miguel Zúñiga             |
| Tavros                  | Shane Rangi      | Enrique Cervantes                       | Rafael Azcáraga           |
| Lilliandil              | Laura Brent      | Marisol Romero                          | Pilar Martín              |
| Peter Pevensie (cameo)  | William Moseley  | Héctor Emmanuel Gómez                   | Juan Antonio Soler        |
| Susan Pevensie (cameo)  | Anna Popplewell  | Karla Falcón                            | Anahí De La Fuente        |
| Padre de Caspian        | Nathaniel Parker | Blas García                             | ¿?                        |
| Insertos                | N/A              | Daniel Cubillo                          | ¿?                        |

## Cancelación de secuela
El 22 de marzo de 2011, se confirmó que The Magician's Nephew sería la próxima película de la serie. El C. S. Lewis Estate estaba en negociaciones finales para producir la adaptación, pero sin una fecha estreno ni guionista confirmado. Sin embargo, en el otoño de 2011, Douglas Gresham, coproductor de las películas, dijo que Walden Media ya no poseía los derechos para producir otra película de Narnia, y que si se hiciera otra película, no sería hasta dentro de tres o cuatro años.El 1 de octubre del 2013 se dio a conocer que el próximo libro a adaptar sería The Silver Chair, y no The Magician´s Nephew como se tenía planeado en un inicio. Luego de que Walden Media perdiera los derechos de producción de Las Crónicas de Narnia, se confirmó que The Mark Gordon Company sería la encargada de producir esta nueva película. Posteriormente, el 5 de diciembre del 2013, David Magee fue anunciado como el guionista del proyecto. 
El productor Mark Gordon mencionó que The Silver Chair sería un "reinicio", en el sentido de que se contará con un nuevo equipo creativo no relacionado al que trabajó en las cintas anteriores, además de un recast para el personaje de Eustace, sustituyendo a Will Poulter, quien ya era demasiado mayor para interpretarlo. El 9 de agosto de 2016, se anunció que Sony Pictures y Entertainment One financiarían y distribuirían la cuarta película junto a The Mark Gordon Company y C.S. Lewis Company, con la intención de adaptar el resto de libros. 
El 27 de abril del 2017 se dio a conocer que Joe Johnston sería el encargado de dirigir la adaptación de The Silver Chair. Sin embargo, el 3 de octubre del 2018 se confirmó que Netflix había comprado los derechos de los 7 libros de Las Crónicas de Narnia con la intención de reiniciar por completo la franquicia. En 2023, Greta Gerwig fue anunciada para dirigir y escribir dos películas.  